# Purpuricenus diversithorax
Purpuricenus diversithorax är en skalbaggsart som beskrevs av Maurice Pic 1922. Purpuricenus diversithorax ingår i släktet Purpuricenus och familjen långhorningar. Inga underarter finns listade i Catalogue of Life.